# Zoliflodacina
Zoliflodacina (códigos de desarrollo AZD0914 y ETX0914) es un antibiótico experimental que se está estudiando para el tratamiento de la infección por Neisseria gonorrhoeae (gonorrea).
Tiene un nuevo mecanismo de acción qué implica inhibición de las topoisomerasas bacterianas tipo II. Está siendo desarrollado por Entasis Therapeutics y se encuentra (a partir de 2020) en ensayos clínicos de fase 3.